# 예브게니 오네긴 (오페라)
예브게니 오네긴(러시아어: Евгений Онегин)은 표트르 일리치 차이콥스키가 작곡한 3막의 오페라이다. 알렉산드르 푸시킨이 쓴 동명의 소설에 기초하여, 코스탄틴 실로프스키과 작곡가에 의해 대본이 작성되었다. 초연은 1879년 모스크바의 말리이 극장에서 막이 올려졌다.
예브게니 오네긴은 “리릭 오페라”의 잘 알려진 예로, 대본은 푸시킨의 원작에 매우 가깝게 진행되어, 푸시킨의 시가 많이 사용되며, 거기에 차이콥스키는 극적인 성향의 음악을 더하였다. 줄거리는 권태로운 삶을 살면서, 젊은 여성의 사랑을 거절했던 것을 후회하며, 무신경한 발언으로 그의 절친한 친구와 치명적인 결투를 벌이는 한 이기적인 남자에 관한 이야기다.

## 작곡
1877년 5월 오페라 가수인 라바로프스카야는 차이콥스키에게 예브게니 오네긴의 줄거리를 바탕으로 오페라를 작곡하라고 권유한다. 차이콥스키의 회고에 따르면, 처음에는 이 생각이 작곡가에게 거칠다고 생각되었으나, 그는 그 착상에 곧 흥분하게 되고, 작곡하기 전 하루 밤만에 시나리오를 완성시켰다.
차이콥스키는 푸시킨의 소설의 원문을 사용하였고, 감정적인 세계와 그의 주인공들의 운명을 포함하는 장면들을 선별하면서, 이 오페라를 "서정적인 오페라"라고 불렀다. 이 작품은 일화적이다; 이어지는 줄거리가 아니라, 오네긴의 일생에서 핵심만 골라내었다. 원작의 이야기가 너무도 잘 알려졌기 때문에, 차이콥스키는 그의 관객들이 쉽게 그가 삭제한 부분 부분을 채울 것이라는 것을 알았다. 이와 비슷한 일이 푸치니의 "라 보엠"에서도 발견된다. 차이콥스키는 1878년에 오페라 작곡을 완성한다.
차이콥스키는 전통적인 장면의 전환이 부족한 그의 오페라를 대중이 수용할지에 대해 염려하였다. 그는 이 오페라의 공연이 최대한의 간소함과 진지함을 요구하였다. 이러한 생각으로 차이콥스키는 모스크바 음악원의 학생들에게 초연을 위임하였다. 1879년 5월 29일에 음악원의 학생들이 모스크바의 말리이 극장에서 첫공연을 가졌다. 이는 1881년 모스크바의 볼쇼이 극장과 1884년 상트페테르부르크의 마린스키 극장으로 옮겨져 굉장한 성공을 거뒀다.

## 등장인물
- 주요 인물

예브게니 오네긴 - 주인공, 페테르부르그 출신의 댄디, 친척 아저씨가 돌아가시면서 영지를 받아 내려옴. 렌스키의 친구 (바리톤)
타티아나 라리나 - 오네긴을 연모함 (소프라노)
올가 - 타티아나의 동생, 렌스키의 약혼녀 (메조-소프라노)
블라디미르 렌스키 - 올가의 약혼자, 독일에서 유학한 시인, 오네긴의 친구 (테너)
라리나 부인 - 타티아나와 올가의 어머니 (메조-소프라노)
필리피예브나 - 타티아나의 유모 (메조-소프라노)
트리케 - 프랑스인 가정 교사 (테너)
그레민 대공 - 퇴역 장군 (베이스)
자레츠키 (베이스)
귈로, valet de chambre (무음)
농부, 무도회 손님들, 집주인들, 관리들

## 악기편성
피콜로, 플루트2, 오보에2, 클라리넷2, 바순2, 호른4, 트럼펫2, 트롬본3, 팀파니, 하프, 현5부

## 줄거리

### 1막
- 1장: 시골의 라리나 집 밖의 정원

홀로된 라리나 부인과 유모 필리페예브나는 라린가의 딸인 올가와 타티아나가 노래 부르는 것을 듣는다. 소작농들이 들판에서 오며, 수확을 마친 것을 기뻐하며 노래를 부르고 춤을 춘다. 올가는 타티아나에게 축제 분위기를 피한다고 놀린다. 사색적인 타티아나는 로맨스 소설을 읽는 것을 선호한다. 농부들이 떠나자, 올가의 구혼자인 시인 렌스키가 그의 친구이자 페테르부르그 출신인 예브게니 오네긴과 함께 찾아온다. 렌스키는 올가를 향한 그의 사랑을 쏟아낸다. 오네긴은 타티아나와 산책을 하고, 그녀에게 어떻게 시골 생활에 지루해하지 않냐고 묻는다. 그 잘생긴 이방인에게 신경이 잔뜩쓰여, 타티아나는 간신히 대답한다. 이 네 남녀는 저녁이 되자 만찬을 위해 안으로 들어간다.
- 2장: 같은 날 저녁, 타티아나의 방

그녀의 방에서 타티아나는 마지못해 하는 필리피예브나에게, 그녀의 첫사랑과 결혼에 대해 들려달라고 설득한다. 타티아나는 그녀가 사랑에 빠졌다고 시인하고, 혼자있기를 간청한다. 그녀는 밤새 앉아서 오네긴에게 열정적인 편지를 쓴다. 낡이 밝자, 그녀는 필리피예브나에게 편지를 주며, 그녀의 손자가 그 편지르 오네긴에게 전달해주라고 말한다.
- 3장: 그 다음날 아침, 정원의 다른 부분

한무리의 여인들이 라린가의 정원에서 과일을 수확하며 노래를 부른다. 그들이 떠나자, 타티아나가 초췌한 모습으로 등장하여, 오네긴 뒤를 따라온다. 오네긴은 그녀가 그가 말하는 것을 인내심을 가지고 들으라고 요청한다. 오네긴은 그 편지는 감동적었고, 만약 결혼을 한다면 당신과 할테지만, 나는 결혼에 곧 싫증을 내기에, 그녀에게 친구로 남아있자고 말한다. 그는 쌀쌀맞게 미래에는 다른 남자가 그녀의 순진함을 이용할면 안되니, 그녀에게 좀 더 이성적으로 감성을 조절하라고 충고한다.

### 2막
- 1장: 다음해 1월, 라리나의 집의 응접실

라린가의 집에서 타티아나의 영명축일을 위해 파티가 진행 중이다. 젊은 남녀가 짝지어 춤을 추고, 나이든 손님들은 오네긴이 프리메이슨이며, 적포도주 밖에 안 마신다. 이상한 사람이라는 소문에 대해 이야기한다. 오네긴은 타티아나와 춤을 추지만, 이러한 시골 사람들과 그들의 지방색에 지겨워한다. 렌스키가 그를 그곳에 끌어냈다는 것에 짜증내며, 잠시 렌스키를 놀리기 위해, 렌스키의 약혼녀인 올가와 춤을 춘다. 나이 든 프랑스 가정 교사인 트리케가 타티아나에게 그녀를 위해 그가 쓴 노래로 세레나데를 부른다. 다시 댄스 타임이 돌아오고, 렌스키가 올가에게 자신과 춤 출 것을 권유하지만, 올가는 이번 댄스는 오네긴과 선약이 있다하며, 오네긴과 춤을 춘다. 렌스키는 질투심에 오네긴과 맞선다. 라리나 부인은 그 둘에게 그녀의 집안에서 싸우지 말 것을 간청하지만 렌스키는 화를 진정하지 못하고, 오네긴은 그의 결투 신청을 받아들인다.
- 2장: 그 다음날 이른 아침, 나무로 된 둑 근처

렌스키는 황혼이 질 무렵 약속한 장소에서 오네긴을 기다린다. 렌스키는 그의 짧은 인생을 돌아보며, 올가가 그의 무덤을 방문하는 상상을 한다. (“Kuda, kuda”)오네기는 마침내 도착한다. 그와 렌스키는 그들에게 이 결투가 의미없음을 시인하고, 그들은 싸우기보다는 함께 웃기를 선호하지만, 명예는 지켜져야 한다. 결투는 시작되어, 오네긴은 렌스키를 쏘아 죽이게 된다.

### 3막
- 1장: 상트페테르부르크안 한 귀족의 무도회장

그로부터 몇 년이 지나, 호화찬란한 무도회가 상트페테르부르크, 그레민 궁에서 벌어진다. 오네긴이 등장하여, 흥분과 인생의 어떤 의미를 찾으러 세계를 여행해왔다지만, 모든 그의 노력은 그를 아직까지 다른 덤덤한 사회적 활동으로 이어졌다는 사실을 씁쓸하게 생각한다. 그레민 대공비가 된 타티아나가 등장하고. 그는 타티아나를 인식한다. 그녀는 더 이상 단순한 시골의 소녀가 아니라, 화려한 드레스를 입고, 위엄을 갖추었다. 오네긴은 사촌형인 그레민에게 그녀에 대해 질문하며, 오네긴은 타티아나가 이제 그레민의 아내가 되었음을 알게 된다. 그 나이 든 남자(그래봐야 30대 중후반임)는 그가 이 년 전 타티아나와 결혼하였고, 타티아나를 그의 인생의 구원이라 표현한다. 그레민이 오네긴을 소개하자, 타티아나는 그녀의 침착을 유지하지만, 정중한 대화의 몇마디가 오간 뒤, 그녀는 실례를 구하고 사라진다. 오네긴은 그가 타티아나를 사랑하고 있다는 사실을 깨닫고 놀란다.
- 2장: 그레민 대공의 집안 화실

타티아나는 오네긴에게서 열정적인 편지를 전해받고, 그 다음날 혼란스러워한다. 타티아나는 그가 되돌아와서 자신의 평화스런 마음을 흐트려놨다는 것에 동요한다. 오네긴은 그녀를 찾으러 들어와 눈물을 흘리며, 그녀의 발치에 쓰러지지만, 그녀는 자신의 감정을 유지한다. 그녀는 정원에서 그가 자신을 거절했다는 것을 환기시킨다. 오네긴은 이제 그의 실수를 깨달았다고 외치자, 타티아나는 단순한 시골 처녀보다 사회적으로 높은 지위의 여성이 그의 정복욕을 자극한 것이 아니냐 묻고, 오네긴은 자신의 감정이 진실된 것임을 확신시킨다. 타티아나는 그들이 행복했을 날들을 회상하지만, 시간을 이미 흘러갔다. 오네긴은 그녀를 향한 자신의 사랑을 반복하여 말한다. 잠시 동안 멈칫거리다, 타티아나는 그녀가 여전히 그를 사랑하고 있음을 시인한다. 그러나 자신은 결혼한 여자이며, 남편에게 충실한 아내로 남아있을 것이라 말한다. 타티아나는 그에게 영원히 작별의 인사를 던지고, 오네긴은 쓰디 쓴 운명을 후회하며 절망한다.

## 유명한 아리아
- "오, 타냐, 타냐" (올가)
- "만약 내가 운명이 정해진 사람이라면" (오네긴)
- 편지 장면 (타티아나)
- 렌스키의 아리아 "내 젊은 날은 어디로 갔는가?" (렌스키)
- 그레민 대공의 아리아 (그레민)